# Assyriska IK
Assyriska IK, också känd som Assyriska Turabdin IK, är en svensk fotbollsklubb från Jönköping. Assyriska IK grundades 2009 av assyriska invandrare från regionen Tur Abdin i Turkiet. Klubbens hemmamatcher spelas på Rosenlunds IP i stadsdelen Rosenlund i östra Jönköping. Sedan säsongen 2023 spelar klubben i Division 4.
Säsongen 2020 spelade laget i Ettan Södra där man till slut hamnade på en 5:e plats, vilket är den högsta noteringen i klubbens historia. Efter säsongen 2021, där man slutade på 14:e plats i Ettan Södra och åkte ur serien, beviljades klubben ingen elitlicens för säsongen 2022 och flyttades därmed ner ytterligare en serienivå till Division 3.